# Thomas Kiely
Thomas "Tom" Francis Kiely (Ballyhale,25 de agosto de 1869 - Dublin, 6 de novembro de 1951) foi um atleta irlandês, campeão olímpico em St. Louis 1904.
Kiely competiu em Saint Louis no evento conhecido como all-around, não mais existente, e precursor do decatlo. Disputado em apenas um dia, ele consistia de duas corridas, uma de 100 jardas e outra de 1 milha, salto em altura, arremesso de peso, lançamento do martelo, marcha de 880 jardas, salto com vara, 120 jardas com barreiras, salto em distância e arremesso de peso de 56 libras. Com a conquista da medalha de ouro, tornou-se o primeiro multicampeão olímpico em dezesseis séculos.
Irlandês, aos 34 anos e já campeão várias vezes dessa modalidade em torneios no país e fora dele, ele foi convidado pelos ingleses e americanos a participar dos Jogos por seus países, sendo-lhe oferecido várias benesses, passagem e estadia em St.Louis e equipamento de treino. Nacionalista convicto, entretanto - na época, a Irlanda ainda não era independente do Império Britânico - resolveu competir por si só e por seu país, e custeou sua viagem aos Estados Unidos vendendo os troféus e medalhas que havia ganho na carreira. Sua medalha de ouro, porém, pela Irlanda não ser um país independente em 1904, até hoje é computada como da Grã-Bretanha pelo Comitê Olímpico Internacional.